# Julius Petersen (matematiker)
Peter Christian Julius Petersen, född den 16 juni 1839, död den 15 augusti 1910, var en dansk matematiker.
Petersen var först polytekniker, men ägnade sig åt matematik efter att 1860 ha vunnit universitetets guldmedalj. År 1862 blev han student, tog 1866 magisterkonferensen och 1871 filosofie doktorsgrad, blev samma år lärare vid polytekniska läroanstalten och 1881 vid officersskolan samt var 1887–1909 professor vid universitetet och 1887–1900 en inflytelserik medlem av de lärda skolornas undervisningsinspektion. Petersen blev 1879 ledamot av Videnskabernes Selskab och 1898 av Fysiografiska sällskapet i Lund.
Petersen var en mycket alsterrik författare, och hans skrifter utmärks genom sällsynt klarhet i framställningen och mycket originell behandling av ämnena. Petersen utgav ett antal läroböcker för skolorna och den högre undervisningen, av vilka flera utkom i många upplagor och översattes till andra språk, samt vetenskapliga verk: Methoder og Theorier til Løsning af geometriske Konstruktionsopgaver (1866, 5:e upplagan 1904; översatt till engelska, franska, holländska, italienska, tyska, ryska och ungerska), De algebraiske Ligningers Theori (1877; översatt till italienska, tyska, franska), Lærebog i rationel Mekanik (3 band, 1881–1887), Mekanisk Fysik (1888), Funktionstheori (1895) och Taltheori (1909). 

## Utmärkelser
- Köpenhamns universitets guldmedalj,  1867[3]
- Riddare av Dannebrogorden,  1891[3]
- Dannebrogsmännens hederstecken,  1897[3]

[Redigera Wikidata]